# Eurovisiesongfestival 1980
Het Eurovisiesongfestival 1980 was het vijfentwintigste Eurovisiesongfestival en vond plaats op 19 april 1980 in Den Haag. Israël, de winnaar van het voorgaand jaar, zou het festival organiseren, maar trok zich terug, omdat de dag van de finale plaatsvond op een nationale rouwdag in Israël. Na loting werd de organisatie aan Nederland overgedragen.
Het programma werd gepresenteerd door Marlous Fluitsma.
Van de 19 deelnemende landen won Ierland met het nummer What's another year, uitgevoerd door Johnny Logan. Dit lied kreeg 143 punten, 13,0% van het totale aantal punten. Met 128 punten werd Duitsland tweede, gevolgd door het Verenigd Koninkrijk op de derde plaats met 106 punten.

## Interludium
De Dutch Rhythm Steel & Show Band verzorgde het interludium.

## Puntentelling

### Stemstructuur

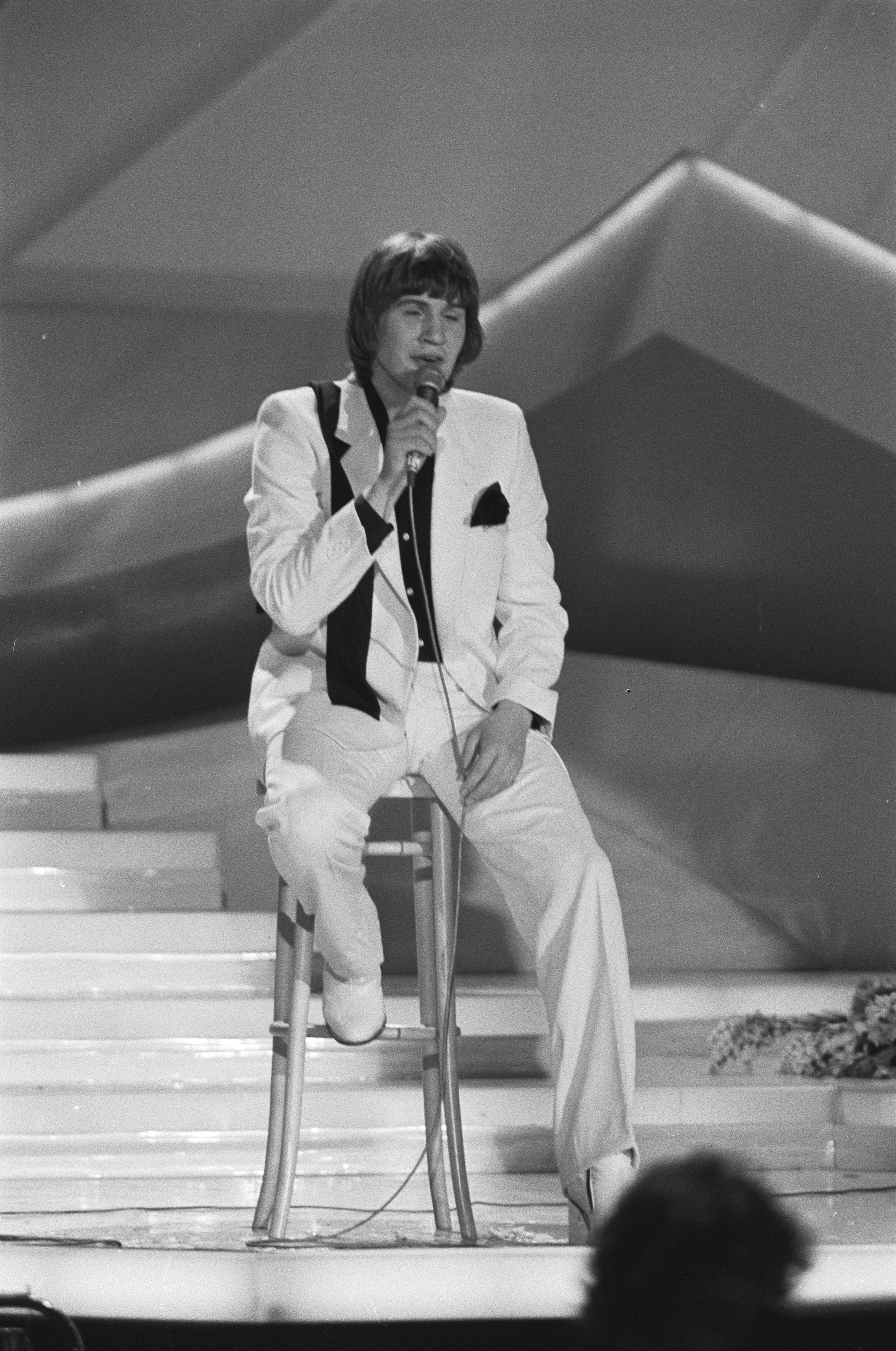
Johnny Logan zingt het winnende liedje What's another year

Net als vorig jaar werden in de nationale jury punten toegekend aan elk liedje. Het liedje met het meest aantal stemmen, kreeg twaalf punten. De tweede keus kreeg tien punten en de derde plaats tot en met tiende plaats kregen acht tot en met één punten. Stemmen op het eigen land is niet toegestaan.

### Score bijhouden
De score werd bijgehouden op een scorebord dat in de zaal hing. De deelnemende landen stonden in het Engels op het bord. Achter elk land stond het totaal aantal punten. De gegeven punten werden gelijk bij het totaal van het land opgeteld. De presentatrice stond op het podium, schuin voor het scorebord. Het land dat de punten aan het doorgeven was, was herkenbaar doordat het lampje voor het land oplichtte. Datzelfde lampje knipperde de gehele puntentelling bij het land dat op dat moment het hoogste aantal punten had.

### Stemmen
Het bellen van de landen ging op volgorde van deelname. Het geven van de punten gebeurde voor het eerst in volgorde van laag naar hoog, niet meer in volgorde van optreden. De vertegenwoordiger van het land noemde het land en het aantal punten in het Engels of Frans. De presentatrice herhaalde dit waarna ze land en punten in de andere taal herhaalde. Daarbij werd zowel in het Engels als het Frans points gebruikt. Bij elk land dat gebeld werd, gebruikte Fluitsma een andere telefoon die op haar desk stond.

### Beslissing
Voordat België als laatste jury punten gaf was het verschil tussen koploper Ierland en Duitsland slechts 10 punten. Door Duitsland 7 punten te geven stond de overwinning voor Johnny Logan al vast. België bevestigde de overwinning door aan Ierland 12 punten te geven.

### Resultaat
| Plaats | Land                | Artiest(en)                     | Lied                   | Taal       | Punten |
| ------ | ------------------- | ------------------------------- | ---------------------- | ---------- | ------ |
| 1      | Ierland             | Johnny Logan                    | What's another year    | Engels     | 143    |
| 2      | Duitsland           | Katja Ebstein                   | Theater                | Duits      | 128    |
| 3      | Verenigd Koninkrijk | Prima Donna                     | Love enough for two    | Engels     | 106    |
| 4      | Zwitserland         | Paola del Medico                | Cinéma                 | Frans      | 104    |
| 5      | Nederland           | Maggie MacNeal                  | Amsterdam              | Nederlands | 93     |
| 6      | Italië              | Alan Sorrenti                   | Non so che darei       | Italiaans  | 87     |
| 7      | Portugal            | José Cid                        | Um grande, grande amor | Portugees  | 71     |
| 8      | Oostenrijk          | Blue Danube                     | Du bist Musik          | Duits      | 64     |
| 9      | Luxemburg           | Sophie & Magaly                 | Papa pingouin          | Frans      | 56     |
| 10     | Zweden              | Tomas Ledin                     | Just nu!               | Zweeds     | 47     |
| 11     | Frankrijk           | Profil                          | Hé, hé, m'sieurs dames | Frans      | 45     |
| 12     | Spanje              | Trigo Limpio                    | Quédate esta noche     | Spaans     | 38     |
| 13     | Griekenland         | Anna Vissi & Epikouri           | Autostop               | Grieks     | 30     |
| 14     | Denemarken          | Bamses Venner                   | Tænker altid på dig    | Deens      | 25     |
| 15     | Turkije             | Ajda Pekkan                     | Pet'r oil              | Turks      | 23     |
| 16     | Noorwegen           | Sverre Kjelsberg & Mattis Hætta | Sámiid ædnan           | Noors      | 15     |
| 17     | België              | Telex                           | Euro-vision            | Frans      | 14     |
| 18     | Marokko             | Samira Bensaid                  | Bitaqat khub           | Arabisch   | 7      |
| 19     | Finland             | Vesa-Matti Loiri                | Huilumies              | Fins       | 6      |

## Commentatoren

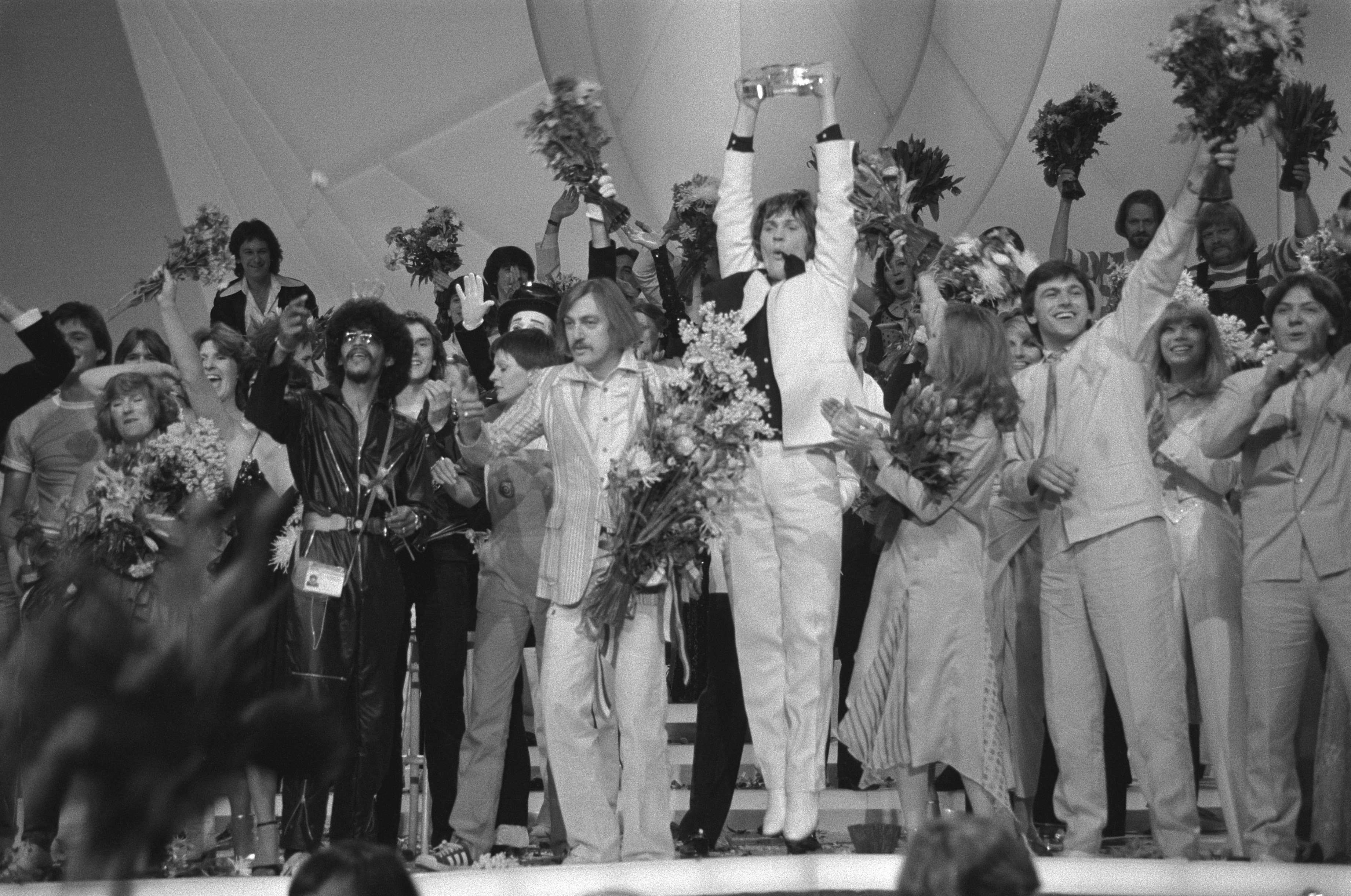
Aan het einde van uitzending kwamen alle deelnemers op het podium

- Oostenrijk - Ernst Grissemann[2]
- Turkije - Bülend Özveren
- Griekenland - Mako Georgiadou (ERT)[3], Dimitris Konstantaras (National Radio)
- Luxemburg - Jacques Navadic[4]
- Marokko - Bouzidi Mohamed
- Italië - Michele Gammino
- Denemarken - Jørgen de Mylius[5]
- Zweden - Ulf Elfving (SVT, TV1), Kent Finell (SR P3)[6]
- Zwitserland - Theodor Haller (DRS), Georges Hardy (SSR), Giovanni Bertini (TSI)
- Finland - Heikki Harma & Aarre Elo[7]
- Noorwegen - Knut Aunbu[8]
- Duitsland - Ado Schlier[9]
- Verenigd Koninkrijk - Terry Wogan (BBC One), Steve Jones (BBC Radio 2)
- Portugal - Eládio Clímaco[10]
- Nederland - Pim Jacobs (Nederland 2)[11], Willem van Beusekom (Hilversum 1)
- Frankrijk - Patrick Sabatier[4]
- Ierland - Larry Gogan (RTÉ One), Mike Murphy (RTÉ Radio 1)
- Spanje - Miguel de los Santos[12]
- België - Jacques Mercier (RTBF1)[4], Luc Appermont (BRT TV1)[13]

## Deelnemers

### Terugkerende artiesten
| Land        | Artiest          | Plaats | Eerdere deelname                          | Plaats toen |
| ----------- | ---------------- | ------ | ----------------------------------------- | ----------- |
| Duitsland   | Katja Ebstein    | 2      | Duitsland 1970                            | 3           |
| Duitsland   | Katja Ebstein    | 2      | Duitsland 1971                            | 3           |
| Nederland   | Maggie MacNeal   | 5      | Nederland 1974 (deel van Mouth & MacNeal) | 3           |
| Zwitserland | Paola del Medico | 4      | Zwitserland 1969                          | 5           |

### Nationale keuzes
Voor de Zweedse deelnemer Tomas Ledin was het al zijn 5de poging bij Melodifestivalen, nu kon hij gelukkig wel winnen.
In Denemarken deed Grethe Ingmann voor de 3de opeenvolgende keer mee aan de Dansk Melodi Grand Prix, maar ook nu kon ze niet winnen. Ted Gärdestad die vorig jaar voor Zweden op het podium stond waagde opnieuw zijn kans maar werd slechts 5de. Anita Skorgan (Eurovisiesongfestival 1977 en '79) en haar man Jahn Teigen (ESF '78) waren er in Noorwegen weer bij. De groep Co-Co (ESF '78) trad nu in de Britse finale aan als The Main Event en werd laatste. Twee leden van de groep Gemini (ESF '78) namen in een andere groep deel aan de Portugese selectie. In Frankrijk werd oud-winnares Frida Boccara 5de, Minouche Barelli (Monaco '67) schopte het zelfs niet tot de finale.

## Wijzigingen

### Debuterende landen

Deelnemende landen
Landen die al meegedaan hebben maar niet meedoen

- Marokko: een opvallende deelneemster was de Marokkaanse zangeres Samira Bensaid. Het is tot op heden de enige deelname van dit Noord-Afrikaanse land.

### Terugkerende landen
- Turkije: Na 1 jaar afwezigheid keerde Turkije weer terug.

### Terugtrekkende landen
- Israël: de groep Ha'ahim ve Ha'ahayot zou het land vertegenwoordigen met Pizmon chozer maar Israël trok zijn inzending terug toen bleek dat het festival georganiseerd zou worden op een nationale rouwdag. Tot op heden is Israël het enige land in de Eurovisiegeschiedenis dat zich na het behalen van de winst het daaropvolgende jaar terugtrok.
- Monaco: pas in 2004 zou Monaco weer deelnemen.